# Marc Rocco
Marc Rocco est un acteur, producteur de cinéma, scénariste et réalisateur américain né le 19 juin 1962 à Los Angeles et mort le 1er mai 2009.

## Biographie
Marc Rocco est né le 19 juin 1962 à Los Angeles, en Californie et est mort le 1er mai 2009, dans sa maison à Los Angeles, alors âgé de 46 ans pendant qu'il travaillait à un film biographique sur Janis Joplin.

## Filmographie

### Comme producteur
- 1992 : Break Out

### Comme scénariste
- 1992 : Break Out
- 2005 : The Jacket

### Comme réalisateur
- 1992 : Break Out
- 1995 : Meurtre à Alcatraz